# Idea sangira
Idea sangira är en fjärilsart som beskrevs av Van Eecke 1915. Idea sangira ingår i släktet Idea och familjen praktfjärilar. Inga underarter finns listade i Catalogue of Life.